# K Eendracht Buggenhout
Maillots
Dernière mise à jour : 3 août 2017.
Le Koninklijke Eendracht Buggenhout est un club de football belge basé à Buggenhout. Il évolue en deuxième provinciale lors de la saison 2017-2018, soit le 6e niveau de la hiérarchie du football belge.
Fondé en 1953 sous l'appellation Eendracht Opstal, il a évolué, sous cette dénomination, pendant 6 saisons en Promotion, le quatrième niveau national belge.
L'appellation actuelle de ce club vient d'une fusion, conclue en mars 2013 et entrée en vigueur le 1er juillet 2013, entre le « K. Eendracht Opstal » (matricule 5861) et le « K. Sparta Buggenhout » (matricule 3561). Opstal évoluait en jaune et noir et le Sparta Buggengout en jaune et bleu, le club après la fusion choisit les couleurs jaune et bleu avec un rappel de noir.

## Historique
L'Eendracht Opstal est fondé en 1953. Le 7 septembre 1955, le club s'affilie à l'URBSFA qui lui attribue le matricule 5861. Le club débute les compétitions en quatrième provinciale, le plus bas niveau du football belge. Durant près d'un demi-siècle, il évolue dans les séries provinciales. À partir de la fin des années 1990, le club connaît une période faste. En 1998, il est champion dans sa série de deuxième provinciale et accède à la première provinciale. La saison suivante, il termine vice-champion mais échoue ensuite lors du tour final pour la montée en Promotion contre le KSV Audenarde. Il continue à jouer les premiers rôles durant plusieurs saisons, sans parvenir à accéder au niveau national.

Ancien logo de l'Eendracht Opstal

En 2003, le club est à nouveau qualifié pour le tour final provincial. Il élimine tour à tour le SK Lebeke-Alost et le KFC Eeklo, ce qui lui permet d'atteindre la Promotion pour la première fois de son histoire. Le 28 février 2005, le club est reconnu « Société Royale » et prend le nom de « Koninklijke Eendracht Opstal » à partir du 1er juillet de la même année. Le club obtient la saison suivante son meilleur classement en Promotion, une septième place, performance rééditée en 2008. Malheureusement, la saison suivante est très mauvaise et voit Opstal terminer à la quatorzième place, synonyme de relégation en première provinciale après six saisons passées au niveau national.
En 2013, des pourparlers de fusion sont entrepris avec le club du village voisin, le Koninklijke Sparta Buggenhout, fondé en 1934 et porteur du matricule 3561, qui milite en troisième provinciale. En fin de saison, la fusion devient effective malgré la relégation d'Opstal en « P2 ». Le nouveau club prend le nom de « Koninklijke Eendracht Buggenhout » et conserve le matricule 5861 d'Opstal. Les couleurs des deux équipes sont également fusionnées et le club joue désormais en jaune, bleu et noir.

## Résultats dans les divisions nationales
Statistiques mises à jour le 24 juin 2015

### Bilan
| Niv | Divisions     | Jouées | Titres | TM Up | TM Down |
| --- | ------------- | ------ | ------ | ----- | ------- |
| I   | 1re nationale | 0      | 0      |       |         |
| II  | 2e nationale  | 0      | 0      |       |         |
| III | 3e nationale  | 0      | 0      |       |         |
| IV  | 4e nationale  | 6      | 0      |       |         |
| V   | 5e nationale  | 0      | 0      |       |         |
|     |               |        |        |       |         |
|     | TOTAUX        | 6      | 0      | 0     | 0       |

- TM Up : test-match pour départager des égalités, ou toutes formes de Barrages ou de Tour final pour une montée éventuelle.
- TM Down : test-match pour départager des égalités, ou toutes formes de Barrages ou de Tour final pour le maintien.

### Classements
| Ordre               | Saison  | Nom du club         | Niveau            | Classement final | Remarques |
| ------------------- | ------- | ------------------- | ----------------- | ---------------- | --------- |
| 1                   | 2003-04 | Eendracht Opstal    | Promotion série B | 12e/16           |           |
| 2                   | 2004-05 | Eendracht Opstal    | Promotion série B | 10e/16           |           |
| 3                   | 2005-06 | K. Eendracht Opstal | Promotion série B | 7e/16            |           |
| 4                   | 2006-07 | K. Eendracht Opstal | Promotion série B | 9e/16            |           |
| 5                   | 2007-08 | K. Eendracht Opstal | Promotion série A | 7e/16            |           |
| 6                   | 2008-09 | K. Eendracht Opstal | Promotion série B | 14e/16           | Relégué!  |
| séries provinciales |         |                     |                   |                  |           |